# Francesco De Benedittis
Francesco De Benedittis (Fano, 10 marzo 1974) è un produttore discografico, compositore, arrangiatore e autore italiano.
Alcune sue canzoni e produzioni sono note a livello internazionale.
Ha scritto e prodotto per artisti di grande spessore come Marco Mengoni, Max Gazzè, Nek, Francesco Renga, Álvaro Soler, Kelly Joyce, Marco Carta, Max Pezzali, Syria, Ilaria Porceddu, Montechristo, Tina Arena, Sylvie Vartan, Gregory Lemarchal e Florent Pagny.
Tra i premi più importanti spicca la vittoria al 63º Festival della canzone Italiana di Sanremo con il brano "L'essenziale" interpretato da Marco Mengoni e il Premio "Giancarlo Bigazzi" come Migliore composizione al 68º Festival della canzone Italiana di Sanremo con il brano "La leggenda di Cristalda e Pizzomunno" interpretato da Max Gazzè.

## Biografia
Svolge cinque anni di studi di pianoforte con il Maestro Stefano Vagnini.
Si diploma come “Audio Engineer” e produttore musicale presso l’istituto internazionale S.A.E. (School of Audio Engineering) Technology College di Milano.
Si appassiona al mondo dell’elettronica e affianca allo studio del pianoforte quello dei sintetizzatori e dei sequencer digitali.
Nel 1999 inizia la sua attività di autore e produttore.
Nel 2000 compone la hit internazionale “Vivre la Vie” per l’artista “Kelly Joyce” (nº1 classifica italiana, nº1 Belgio, nº1 Svizzera, nº5 Francia).
Successivamente compone ed esegue come tastierista e programmatore molte delle tracce dell’album della medesima artista.
Nel 2004 Scrive per l’artista internazionale “Tina Arena” il singolo “Italian love song” (top 10 in Australia) che accompagnerà l’uscita (Europa ed Australia) del GreatestHits (2004) della stessa artista.
Scrive per la vincitrice di “Star Academy” (France) “Elodie Frege’” il singolo “Viensjusq’à moi”, che entra nella “top ten” Francese.
Scrive il singolo “Ecris l’histoire” per l’artista francese “Gregory Lemarchal”
(Il singolo staziona diverse settimane nella “top 5” francese toccando la prima posizione).
Scrive il singolo “Ouvre-moi le ciel” per l’artista canadese “Mario Pelchat”
(Il brano raggiunge la posizione nº1 della classifica in Québec).
Scrive due brani dell’album francese di “Florent Pagny” (Finché pace non avrò, The day we made God cry). L'album ad oggi ha venduto oltre 1 000 000 copie.
Scrive per il mercato Cinese il brano “S.O.S.” cantato dalla nota artista “Joey Yung” e musica con il medesimo diversi “spot” pubblicitari.
Scrive 5 brani che faranno parte dell'album di “Sylvie Vartan” (tra cui “Give me a reason”, “La neige en ete”, “Tu sei dentro di me”, “Ovremoi le ciel”).
Accompagna, nelle vesti di tastierista live, la stessa artista nella sua tournée in Francia, Svizzera, Belgio, Bulgaria e Giappone.
Nel 2009 scrive e arrangia due brani per Filippo Neviani, al secolo “Nek“.
Uno dei due, “La voglia che non vorrei”, diventa il singolo di lancio dell’album “Un'altra direzione” (2009) dello stesso artista. Il secondo, “Un’ora in più” entra di diritto nel medesimo album. Entrambi i pezzi verranno poi tradotti in lingua spagnola per il mercato iberico, sud americano ed argentino.
Nel 2010 firma le musiche di tre brani per l’artista “Francesco Renga” (2010).
I tre brani “Immune“, “Da lontano” e “Senza amore” entrano nel nuovo album “Un giorno Bellissimo” del medesimo autore.
Nel 2012 firma la musica di un brano dal titolo “Parlami” pubblicato nell’album dell’artista ”Marco Carta” (2012).
Nel 2013 viene annunciata la sua partecipazione in veste di autore al 63º Festival di Sanremo. Due le canzoni che lo vedono protagonista, una interpretata da Marco Mengoni “L’essenziale” co-firmata insieme a Roberto Casalino e l’altra interpretata da Max Gazzè “Sotto casa“, scritta in collaborazione con Francesco Gazzè.
Il brano “L’essenziale” risulterà poi la canzone vincitrice del Festival e dominerà per diverse settimane le classifiche di vendita e di ascolti radio piazzandosi fermamente al nº1.
“Sotto casa” non sarà da meno confermandosi un vero e proprio tormentone nelle playlist delle più importanti radio nazionali.
Poco dopo scrive per la finalissima del talent “The Voice of Italy” in onda su RAI DUE, il brano “Luce” interpretato dall’artista “Silvia Capasso”.
Nel 2014 firma insieme a Max Pezzali e Fortunato Zampaglione il singolo “Odiare“, primo brano che segna il ritorno sulle scene di “Syria“.
Nel 2015 il gruppo “Les Pretes”, fenomeno musicale francese, decide di reinterpretare uno dei suoi brani di successo (Ecris l’histoire) per il nuovo ed attesissimo album “Amen”, già certificato “doppio platino”.
A settembre dello stesso anno Francesco collabora insieme ai fratelli Gazzè ed Antonio Toni alla scrittura e produzione del nuovo singolo di successo di Max Gazzè “La vita com’è”.
In poche settimane il singolo diventa un successo radiofonico e raggiunge il disco di platino.
Scrive e produce anche i successivi singoli del medesimo artista “Ti sembra normale”(disco di platino), “Teresa” e “Un uomo diverso” mentre l’album “Maximilian” raggiunge il disco d’oro.
I primi di settembre del 2016 Francesco scrive con Antonio Toni e produce il nuovo singolo della nota “youtuber” marocchina “Bouchra” il cui titolo è “Blanc Ou Noire”.
Nel 2017 fonda insieme allo stesso Antonio Toni il duo pop elettronico “MONTECHRISTO” ed esce con il singolo “Freaky Generation” supportato dall’innovativa etichetta Nameless Records e Universal Music.
Il singolo ha un lancio internazionale. Di lì a poco firmano un contratto per la produzione di un album. Ad aprile collabora in veste di autore e produttore con l’artista Ilaria Porceddu nel suo nuovo album intitolato “Di questo parlo io”. Firma per lei tre canzoni tra cui il primo singolo “Sette cose” (insieme ad A. Toni), “Eva si fa fare” (insieme a F. Gazzè) ed il duetto con Max Gazzè “Tu non hai capito” (insieme ad A. Ciuffetti e F. Gazzè).
Nel 2018 partecipa al 68º Festival di Sanremo in veste di compositore ancora una volta per l'artista Max Gazzè. Scrive insieme a quest'ultimo e suo fratello Francesco il brano "La leggenda di Cristalda e Pizzomunno". Il brano vincerà il prestigioso premio "Giancarlo Bigazzi" per la migliore composizione musicale.
A febbraio esce l'album "Alchemaya", album "Sinfonico" di Max Gazzè che contiene, oltre al sopra citato singolo di Sanremo i tre precedenti singoli "Ti sembra normale", "La vita com'è" e "Sotto casa" in versione orchestrale.
Nel 2020 scrive per l'artista Giulia Molino, finalista di Amici 2020, il singolo "Amore a lieto fine" insieme a Dario Faini e Roberto Casalino. Il brano sarà incluso nell'EP di esordio della medesima artista "Va tutto bene".
Nel 2021 partecipa al 71º Festival di Sanremo in veste di compositore nuovamente per l'artista Max Gazzè. Scrive insieme a quest'ultimo e suo fratello Francesco il brano "Il farmacista".
Nel 2023 scrive e co-produce presso gli studi "Real world Studios" di Peter Gabriel il nuovo singolo di Max Gazzè "Che c'è di male". Partecipa per la prima volta alla manifestazione "Lo Zecchino d'oro" scrivendo e producendo il singolo "Non ci cascheremo mai" e lo vince posizionandosi al primo posto.
È tuttora impegnato presso il suo studio “NaiveRecording Studio” nelle vesti di autore, produttore ed arrangiatore in continua collaborazione con artisti e case discografiche.

## Discografia

### 2000
- Vivre La Vie - Kelly Joyce (Single)
- You better run – Kelly Joyce (Album: Kelly Joyce)
- Moonlight Tango – Kelly Joyce (Album: Kelly Joyce)
- Cherchez la femme – Kelly joyce (Album: Kelly Joyce)
- Doudou mwin – Kelly Joyce (Album: Kelly Joyce)
- Monde Noire – Kelly Joyce (Album: Kelly Joyce)

### 2001
- Vivre La Vie - Kelly Joyce (Album: KJ)
- Vivre La Vie - Kelly Joyce (Album: Festivalmar 2)
- Que es mi vida – Charme (Single)

### 2002
- Sharp – Charme (Single)

### 2003
- Tu sei dentro di me – Bruno Cuomo (Album: Bruno Cuomo)

### 2004
- La neige en été - Sylvie Vartan (Album: Sylvie Vartan)
- Give me a reason - Sylvie Vartan (Album: Sylvie Vartan)
- Ovre moi le ciel - Sylvie Vartan (Album: Sylvie Vartan)
- Tu sei dentro di me - Sylvie Vartan (Album: Sylvie Vartan)
- Je Ne Plaisante pas– Sylvie Vartan (Album: Sylvie Vartan)
- Italian Love Song – Tina Arena (Album: Greatest Hits 1994 - 2004)
- Viens Jusqu’à Moi – Elodie Frègè (Album: Elodie Frègè)
- Finché pace non avrò – Florent Pagny (Album: Baryton)
- The day we made God cry – Florent Pagny (Album: Baryton)

### 2005
- Ты Не Забудешь - Светлана Лобода (Album: Ты Не Забудешь)
- Ecris L'histoire - Grégory Lemarchal (Album: Je deviens moi)
- Ecris L'histoire - Grégory Lemarchal (Album: 2005 VOL2)
- Give me a reason – Sylvie Vartan (Album: Sylvie Vartan)
- La neige en été – Sylvie Vartan (Album: Sylvie Vartan)
- Tu sei dentro di me – Sylvie Vartan (Album: Sylvie Vartan)
- Ovre moi le ciel – Sylvie Vartan (Album: Sylvie Vartan)
- Je ne plaisante pas – Sylvie Vartan (Album: Sylvie Vartan Palais des congres 2004)

### 2006
- Ako Pogazim Reč - Ognjan Radivojević (Album: U Tebi Kad Me Ima)
- Mon Ange - Gregory Lemarchal (Album: Olympia 06)
- Ecris L'histoire - Grégory Lemarchal (Album: Olympia 06)
- Ouvre-Moi Le Ciel - Mario Pelchat (Album: Le monde où je vais)
- Ako Pogazim Reč – Ogi
- Davide Esposito - Io So Che Tu (Single)
- Ecris L'histoire - Grégory Lemarchal (Album: Star academy 4: Les Singles)
- Finché pace non avrò – Florent Pagny (Album: L’integrale du spectacle Baryton)
- The day we made God cry – Florent Pagny (Album: L’integrale du spectacle Baryton)
- The day we made God cry – Florent Pagny (Album: L’essentiel des albums studio 1990 - 2006)

### 2007
- Todo – Alejandra Guzman (Album: Fuerza)

### 2008
- Living A Lifetime Together – Tina Arena (Album: Songs of love & Loss)
- La Neige En Eté – Sylvie Vartan (Album: Les 50 plus belles chansons de Sylvie Vratan)
- Finché pace non avrò – Florent Pagny (Album: Savoir Aimer/Baryton/Chatelet les alles)
- The day we made God cry – Florent Pagny (Album: Savoir Aimer/Baryton/Chatelet les alles)

### 2009
- La voglia che non vorrei – Nek (Album: Un'altra direzione)
- La voglia che non vorrei – Nek (Album: Nuevas direcciones)
- Ecris L'histoire - Grégory Lemarchal (Album: Reves)

### 2010
- Io So Che Tu - Amaury Vassili (Album: Canterò)
- Senza amore – Francesco Renga (Album: Un giorno bellissimo)
- Immune – Francesco Renga (Album: Un giorno bellissimo)
- Da lontano – Francesco Renga (Album: Un giorno bellissimo)
- La voglia che non vorrei – Nek (Album: Greatest Hits - E da qui)
- Living A Lifetime Together – Tina Arena (Album: Live: the Onstage Collection)

### 2011
- Ecris L’Histoire - Les Enfoirés (Album: 2011 Dans L’Oeil des Enfoirés)
- Ecris L’Histoire – Gregory Lemarchal ( Album: La fete de la chanson Francaise)
- Man Vien Tik Tu - Vaidas Vyšniauskas (Album: Man Vien Tik Tu)

### 2012
- Parlami – Marco Carta (Album: Necessità Lunatica)
- Ecris L’Histoire – Gregory Lemarchal (Album: Cinq ans)

### 2013
- L'essenziale - Marco Mengoni (Album: Pronto a correre)
- L’essenziale – Marco Mengoni (Album: Sanremo 2013)
- L’essenziale – Marco Mengoni (Album: Eurovision Song Contest - Malmö 2013)
- Sotto Casa – Max Gazzè (Album: Sotto casa)
- Living A Lifetime Together – Tina Arena (Album Live: Symphony of life)

### 2014
- Odiare – Syria (Album: Syria 10)

### 2015
- Living a lifetime together – Tina Arena (Album: Love and loss)

### 2016
- La vita com’è – Max Gazzè (Album: Maximilian)
- Teresa – Max Gazzè (Album: Maximilian)
- Ti sembra normale – Max Gazzè (Album: Maximilian)
- Un uomo diverso – Max Gazzè (Album: Maximilian)
- Sonrio - Alvaro Soler
- Blanc Ou noir – Bouchra (Single)
- Blanc Ou noir – Bouchra (Album: Striscia la compilation)
- Blanc Ou noir – Bouchra (Album: Hot party winter 2017)
- Ecris L'histoire – Kids United (Album: Tout le bounheur du monde)

### 2017
- Sette cose – Ilaria Porceddu (Album: Di questo parlo io)
- Tu non hai capito – Ilaria Porceddu feat. Max Gazzè (Album: Di questo parlo io)
- Eva si fa fare – Ilaria Porceddu (Album: Di questo parlo io)
- Freaky Generation – Montechristo (Single)
- Distante – Martha Rossi (Single)
- Odiare – Syria (Album: 10+10)

### 2018
- La leggenda di Cristalda e Pizzomunno – Max Gazzè (Album: Alchemaya)
- La leggenda di Cristalda e Pizzomunno – Max Gazzè (Album: Sanremo 2018)
- Sotto casa – Max Gazzè (Album: Alchemaya)
- La vita com'è – Max Gazzè (Album: Alchemaya)
- Ti sembra normale – Max Gazzè (Album: Alchemaya)
- L'essenziale (cover) – Giorgia (Album: Pop Heart)

### 2020
- Amore a lieto fine – Giulia Molino (EP: Va tutto bene)

### 2021
- Il Farmacista – Max Gazzè (Album: La matematica dei rami)

### 2023
- Che c'è di male - Max Gazzè
- Non ci cascheremo mai - Piccolo Coro dell'Antoniano